# Стори, Шон
Шон Сто́ри (англ. Sean Storey, род. 19 августа 1971 года) — английский профессиональный игрок в снукер. Стал профессионалом в 1991 году. На чемпионате мира 2001 года Стори впервые вышел в основную стадию турнира, а двумя годами позже сделал ещё один шаг вперёд — достиг 1/8 финала (в 1/16 он победил Джо Пэрри 10:4, а в 1/8 уступил Джону Хиггинсу 7:13). Сезон 2002/03 получился для Стори самым лучшим: в общем он выиграл 28 матчей — больше, чем кто-либо другой. В предварительном рейтинге на следующий сезон Стори был 26-м, но развить этот успех не сумел и к концу сезона остался лишь на 50 месте. Через некоторое время игра Стори ухудшилась из-за болезни, и к сезону 2006/07 он выбыл из мэйн-тура.
Лучший брейк Стори — 145 очков — был сделан на British Open 2001 года. Шон известен тем, что на одном любительском турнире впервые сумел сделать два максимальных брейка.